# Motor elétrico trifásico

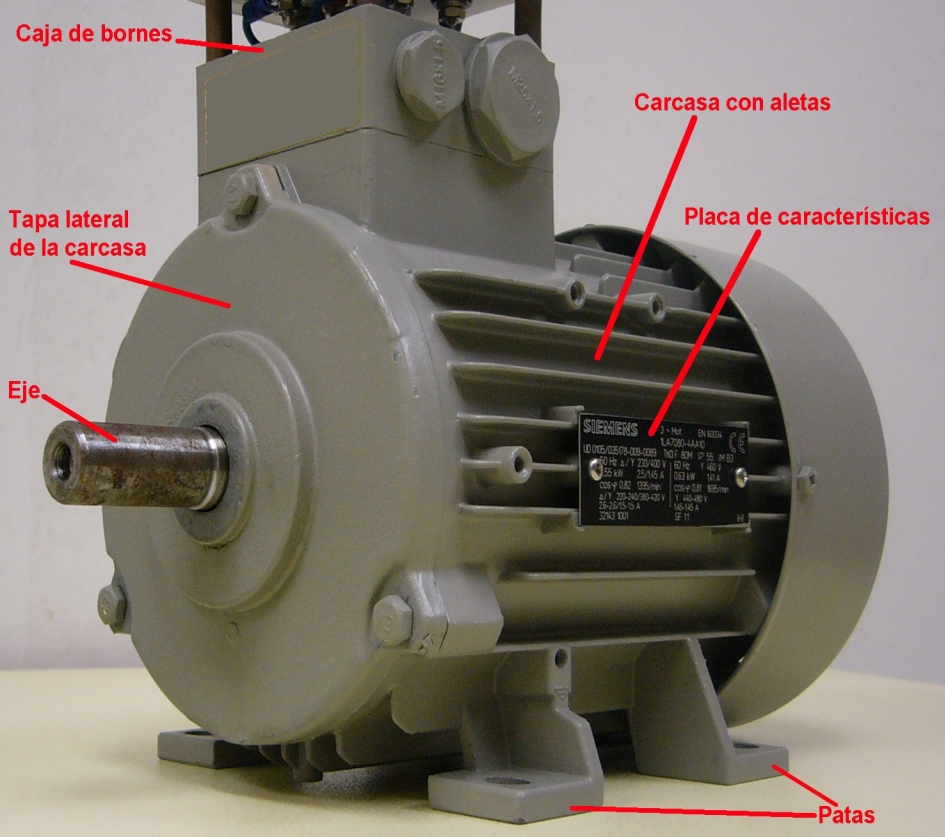
Motor

Os motores trifásicos são os motores mais utilizados nas indústrias, isto em função das várias vantagens que possuem, tais como: vida útil longa, facilidade de ligação, facilidade de controle entre outros.
Assim como os motores monofásicos, os trifásicos também podem ser ligados em duas tensões.
Usualmente são encontrados no mercado motores para: 220/380V, 380/660V em até 2200V etc. A relação entre as duas tensões é sempre 1,73, isto é, a tensão maior é sempre igual 1,73 vezes a tensão menor. A plaqueta dos motores triásicos mostra sempre as duas maneiras de ligar o motor.